# Saint-Paul-sur-Ubaye
Saint-Paul-sur-Ubaye là một xã ở tỉnh Alpes-de-Haute-Provence, vùng Provence-Alpes-Côte d’Azur ở đông nam nước Pháp.